# Olympische Sommerspiele 1964/Fußball – Gruppe A
| Pl. | Land        | Sp. | S | U | N | Tore    | Diff. | Punkte |
| --- | ----------- | --- | - | - | - | ------- | ----- | ------ |
| 1.  | Deutschland | 3   | 2 | 1 | 0 | 007:100 | +6    | 05:10  |
| 2.  | Rumänien    | 3   | 2 | 1 | 0 | 005:200 | +3    | 05:10  |
| 3.  | Mexiko      | 3   | 0 | 1 | 2 | 002:600 | −4    | 01:50  |
| 4.  | Iran        | 3   | 0 | 1 | 2 | 001:600 | −5    | 01:50  |

Spiele der Gruppe A des olympischen Fußballturniers 1964.

## Deutschland – Iran 4:0 (3:0)
| Deutschland                                                   | Deutschland | Iran | Iran |
| ------------------------------------------------------------- | --- | --- | ---- |
| Deutschland                                                   | \| 1. Spieltag \| \| 11. Oktober 1964 um 14:00 Uhr in Yokohama (Mitsuzawa-Stadion) \| \| Schiedsrichter: Eunapio de Queiroz ( Brasilien) \|                                              | \| 1. Spieltag \| \| 11. Oktober 1964 um 14:00 Uhr in Yokohama (Mitsuzawa-Stadion) \| \| Schiedsrichter: Eunapio de Queiroz ( Brasilien) \|                                                    | Iran |
| Deutschland                                                   | Jürgen Heinsch – Klaus Urbanczyk, Manfred Geisler – Herbert Pankau, Manfred Walter, Gerhard Körner – Dieter Engelhardt, Bernd Bauchspieß, Henning Frenzel, Otto Fräßdorf, Eberhard Vogel | Aziz Asli – Mansour Amir-Asefi, Hassan Habibi Nakhmaghlat – Ali Mirzai, Parviz Ghelichkhani, Mostafa Arab – Ebrahim Latifi, Abdollah Saedi, Kambozia Jamali, Jalal Talebi, Hossein Khodaparast | Iran |
| Deutschland                                                   | 1:0 Bauchspieß (7.) 2:0 Vogel (20.) 3:0 Frenzel (44.) 4:0 Vogel (63.) | | Iran |
| 1. Spieltag                                                   | | |      |
| 11. Oktober 1964 um 14:00 Uhr in Yokohama (Mitsuzawa-Stadion) | | |      |
| Schiedsrichter: Eunapio de Queiroz ( Brasilien)               | | |      |

## Mexiko – Rumänien 1:3 (0:2)
| Mexiko                                                             | Mexiko | Rumänien | Rumänien |
| ------------------------------------------------------------------ | --- | --- | -------- |
| Mexiko                                                             | \| 1. Spieltag \| \| 11. Oktober 1964 um 14:00 Uhr in Ōmiya (Ōmiya-Park-Fußballstadion) \| \| Schiedsrichter: Yozo Yokoyama ( Japan) \|                                                                                       | \| 1. Spieltag \| \| 11. Oktober 1964 um 14:00 Uhr in Ōmiya (Ōmiya-Park-Fußballstadion) \| \| Schiedsrichter: Yozo Yokoyama ( Japan) \|                                | Rumänien |
| Mexiko                                                             | Ignacio Calderón – José Luis González Dávila, Efrain Loza Barba – Guillermo Hernández Sánchez, Miguel Galván, Felipe Ruvalcaba – Raúl Arellano Gallo, Albino Morales, Javier Fregoso Rodríguez, Ernesto Cisneros, Raúl Chávez | Ilie Datcu – Ilie Greavu, Bujor Hălmăgeanu – Emil Petru, Ion Nunweiller, Dan Coe – Ion Pârcălab, Gheorge Constantin, Constantin Koszka, Ion Ionescu, Carol Creiniceanu | Rumänien |
| Mexiko                                                             | 1:3 Fragoso Rodríguez (72.) | 0:1 Creiniceanu (20.) 0:2 Pârcălab (33.) 0:3 Ionescu (47.) | Rumänien |
| 1. Spieltag                                                        | | |          |
| 11. Oktober 1964 um 14:00 Uhr in Ōmiya (Ōmiya-Park-Fußballstadion) | | |          |
| Schiedsrichter: Yozo Yokoyama ( Japan)                             | | |          |

## Deutschland – Rumänien 1:1 (1:1)
| Deutschland                                               | Deutschland | Rumänien | Rumänien |
| --------------------------------------------------------- | --- | --- | -------- |
| Deutschland                                               | \| 2. Spieltag \| \| 13. Oktober 1964 um 14:00 Uhr in Tokio (Komazawa-Stadion) \| \| Schiedsrichter: Vaclav Korelus ( Tschechoslowakei) \|                                            | \| 2. Spieltag \| \| 13. Oktober 1964 um 14:00 Uhr in Tokio (Komazawa-Stadion) \| \| Schiedsrichter: Vaclav Korelus ( Tschechoslowakei) \|                                     | Rumänien |
| Deutschland                                               | Jürgen Heinsch – Klaus Urbanczyk, Manfred Geisler – Herbert Pankau, Manfred Walter, Gerhard Körner – Otto Fräßdorf, Bernd Bauchspieß, Henning Frenzel, Jürgen Nöldner, Eberhard Vogel | Ilie Datcu – Ilie Greavu, Ion Nunweiller – Bujor Hălmăgeanu, Emerich Jenei, Dan Coe – Ion Pârcălab, Gheorge Constantin, Cornel Pavlovici, Constantin Koszka, Carol Creiniceanu | Rumänien |
| Deutschland                                               | 1:0 Frenzel (22.) | 1:1 Pavlovici (27.) | Rumänien |
| 2. Spieltag                                               | | |          |
| 13. Oktober 1964 um 14:00 Uhr in Tokio (Komazawa-Stadion) | | |          |
| Schiedsrichter: Vaclav Korelus ( Tschechoslowakei)        | | |          |

## Iran – Mexiko 1:1 (0:0)
| Iran                                                            | Iran | Mexiko | Mexiko |
| --------------------------------------------------------------- | --- | --- | ------ |
| Iran                                                            | \| 2. Spieltag \| \| 13. Oktober 1964 um 14:00 Uhr in Tokio (Prinz-Chichibu-Stadion) \| \| Schiedsrichter: John Wontumi ( Ghana) \|                                                                               | \| 2. Spieltag \| \| 13. Oktober 1964 um 14:00 Uhr in Tokio (Prinz-Chichibu-Stadion) \| \| Schiedsrichter: John Wontumi ( Ghana) \|                                                                                           | Mexiko |
| Iran                                                            | Mohammad Biari-Eslam – Mansour Amir-Asefi, Hassan Habibi Nakhmaghlat – Mostafa Arab, Darush Mostafavi, Karam-Ali Nirlou – Ebrahim Latifi, Kambozia Jamali, Gholam Hossein Nourian, Jalal Talebi, Fariborz Esmaili | Ignacio Calderón – José Luis González Dávila, Efrain Loza Barba – Guillermo Hernández Sánchez, Miguel Galván, Felipe Ruvalcaba – Raúl Arellano Gallo, Albino Morales, Javier Fregoso Rodríguez, Ernesto Cisneros, Raúl Chávez | Mexiko |
| Iran                                                            | 1:1 Nirlou (59.) | 0:1 González Dávila (54.) | Mexiko |
| 2. Spieltag                                                     | | |        |
| 13. Oktober 1964 um 14:00 Uhr in Tokio (Prinz-Chichibu-Stadion) | | |        |
| Schiedsrichter: John Wontumi ( Ghana)                           | | |        |

## Deutschland – Mexiko 2:0 (1:0)
| Deutschland                                                   | Deutschland | Mexiko | Mexiko |
| ------------------------------------------------------------- | --- | --- | ------ |
| Deutschland                                                   | \| 3. Spieltag \| \| 15. Oktober 1964 um 14:00 Uhr in Yokohama (Mitsuzawa-Stadion) \| \| Schiedsrichter: Gregg de Silva ( Malaysia) \|                                                | \| 3. Spieltag \| \| 15. Oktober 1964 um 14:00 Uhr in Yokohama (Mitsuzawa-Stadion) \| \| Schiedsrichter: Gregg de Silva ( Malaysia) \|                                                                                      | Mexiko |
| Deutschland                                                   | Horst Weigang – Klaus Urbanczyk, Peter Rock – Klaus-Dieter Seehaus, Manfred Walter, Werner Unger – Wolfgang Barthels, Klaus Lisiewicz, Otto Fräßdorf, Jürgen Nöldner, Hermann Stöcker | Ignacio Calderón – Carlos Gutiérrez Padilla, Efrain Loza Barba – Carlos Albert, Miguel Galván, José Luis González Dávila – Felipe Ruvalcaba, Albino Morales, Javier Fregoso Rodríguez, José Luis Aussín Suárez, Raúl Chávez | Mexiko |
| Deutschland                                                   | 1:0 Barthels (37.) 2:0 Nöldner (66.) | | Mexiko |
| 3. Spieltag                                                   | | |        |
| 15. Oktober 1964 um 14:00 Uhr in Yokohama (Mitsuzawa-Stadion) | | |        |
| Schiedsrichter: Gregg de Silva ( Malaysia)                    | | |        |

## Iran – Rumänien 0:1 (0:1)
| Iran                                                               | Iran | Rumänien | Rumänien |
| ------------------------------------------------------------------ | --- | --- | -------- |
| Iran                                                               | \| 3. Spieltag \| \| 15. Oktober 1964 um 14:00 Uhr in Ōmiya (Ōmiya-Park-Fußballstadion) \| \| Schiedsrichter: Miguel Comesana ( Argentinien) \|                                                            | \| 3. Spieltag \| \| 15. Oktober 1964 um 14:00 Uhr in Ōmiya (Ōmiya-Park-Fußballstadion) \| \| Schiedsrichter: Miguel Comesana ( Argentinien) \|                                  | Rumänien |
| Iran                                                               | Aziz Asli – Mansour Amir-Asefi, Hassan Habibi Nakhmaghlat – Ebrahim Latifi, Parviz Ghelichkhani, Mostafa Arab – Gholam Hossein Nourian, Karam-Ali Nirlou, Darush Mostafavi, Jalal Talebi, Fariborz Esmaili | Marin Andrei – Ilie Greavu, Dumitru Ivan – Cornel Pavlovici, Ion Nunweiller, Mircea Petescu – Sorin Avram, Gheorge Constantin, Constantin Koszka, Ion Ionescu, Carol Creiniceanu | Rumänien |
| Iran                                                               | 0:1 Pavlovici (26.) | | Rumänien |
| 3. Spieltag                                                        | | |          |
| 15. Oktober 1964 um 14:00 Uhr in Ōmiya (Ōmiya-Park-Fußballstadion) | | |          |
| Schiedsrichter: Miguel Comesana ( Argentinien)                     | | |          |